# Silver Thursday

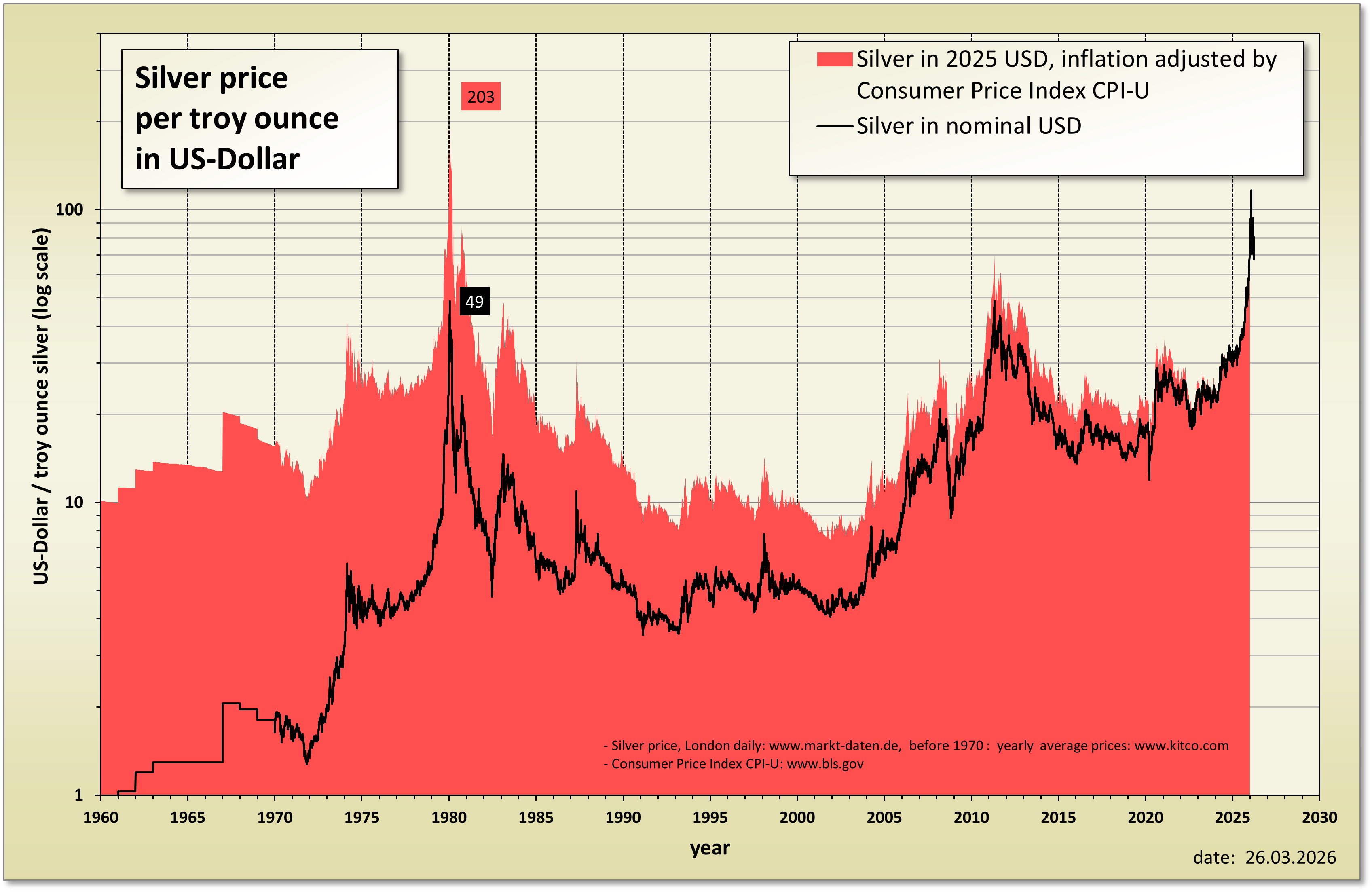
Evoluzione storica del prezzo dell'argento (1960–2011), dove si può ravvisare il Silver Thursday nel 1980

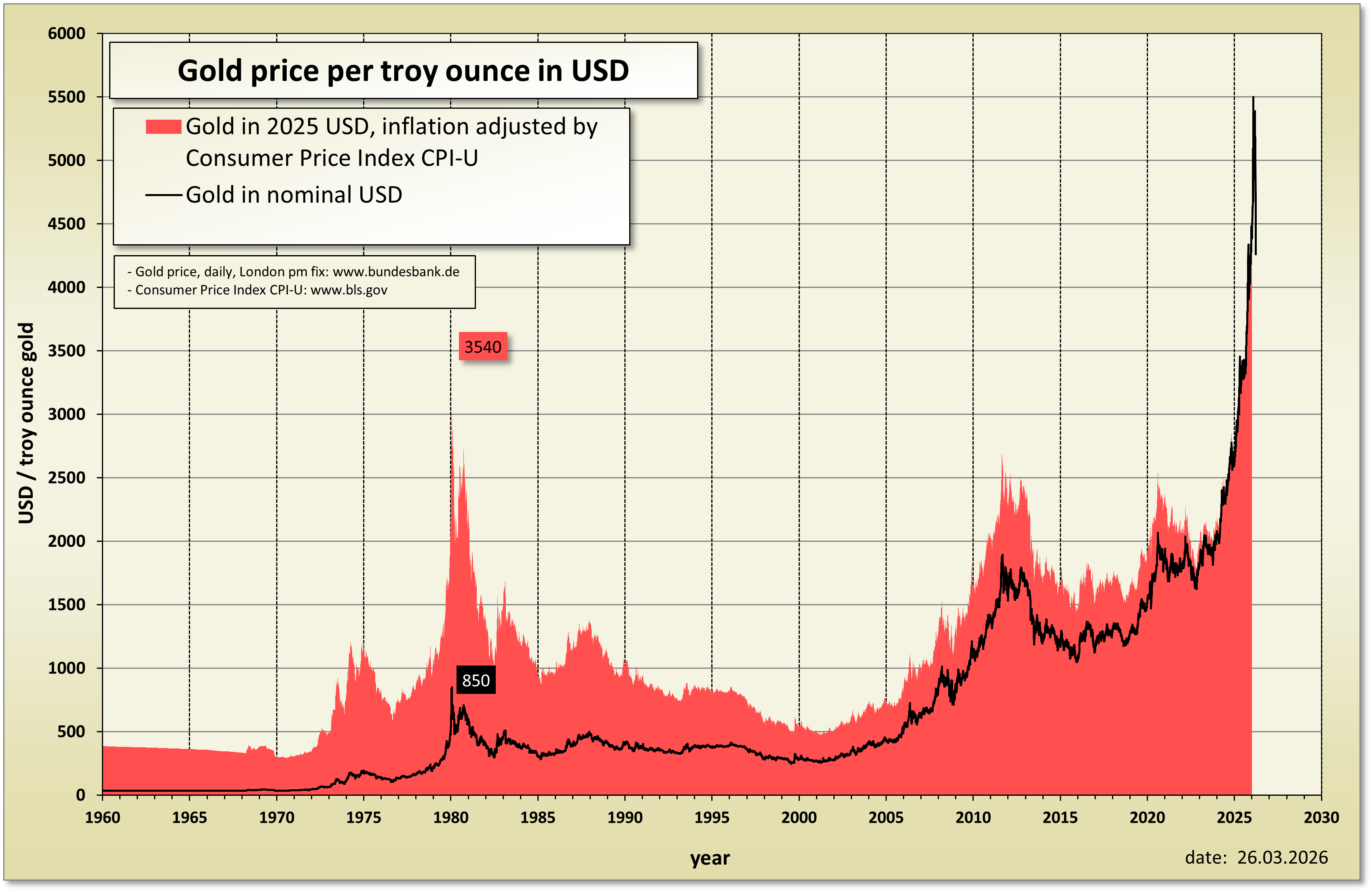
Evoluzione storica del prezzo dell'oro (1960–2011), dove si può ravvisare il Silver Thursday nel 1980

Il termine Silver Thursday si riferisce a quanto accaduto sul mercato statunitense dell'argento giovedì 27 marzo 1980, giorno in cui una repentina discesa del prezzo della materia prima portò al panico sul mercato delle materie prime e dei futures.

## Premesse storiche
Nelson Bunker Hunt e William Herbert Hunt, imprenditori attivi nel mercato petrolifero e figli del miliardario texano Haroldson Lafayette Hunt, Jr., compresero che il mercato dell'argento era limitato e circoscritto e che se avessero avuto la possibilità di prenderne in mano le redini (corner the market), diventandone gli oligopolisti, avrebbero fatto una fortuna, poiché avrebbero potuto agire sul lato dell'offerta dell'argento, determinandone i prezzi.
Nel 1979 il prezzo dell'argento passò dai 6 dollari all'oncia ($0.193/g) a un massimo di 48.70 dollari all'oncia ($1.566/g), con un aumento del 712%. I fratelli Hunt cercarono di accaparrarsi un terzo del mercato dell'argento fisico mondiale a disposizione sul mercato (senza prendere in considerazione la quota detenuta dai governi). Il tentativo degli Hunt fu così aggressivo da spingere persino la gioielleria Tiffany's a acquistare una pagina sul New York Times per stigmatizzare pubblicamente il loro operato, accusandoli di innalzare artificialmente la domanda d'argento, facendone lievitare i prezzi e gettando le basi per la costituzione di un monopolio del mercato dell'argento.
Ma il 7 gennaio 1980, in risposta all'attività di accumulazione dei fratelli Hunt, il Comex decise di ampliare i margini di garanzia sugli acquisti a termine, adottando la cosiddetta Silver Rule 7, che rispetto a prima introduceva dei notevoli ostacoli nei confronti dell'acquisto di materie prime facendo ricorso alla leva finanziaria. I fratelli Hunt avevano fatto massicciamente ricorso alla leva per finanziare i propri acquisti e, appena il prezzo cominciò a scendere a seguito della chiusura da parte degli operatori delle proprie operazioni a causa delle richieste di marginatura più elevate, cominciarono a trovarsi in difficoltà; essi, pesantemente indebitatisi per acquistare l'argento fisico, non furono più in grado di onorare i margini di garanzia né i prestiti accesi per le loro speculazioni.

## Silver Thursday
I fratelli Hunt avevano investito pesantemente in contratti futures attraverso diversi brokers. Allorquando il prezzo dell'argento cadde al di sotto del requisito minimo di margine, venne loro richiesto un margin call pari a 100 milioni di dollari. Gli Hunt non erano in grado di soddisfare la richiesta di marginatura e, di fronte a una perdita potenziale per l'industria finanziaria di 1.7 miliardi di dollari, il panico cominciò a contagiare i mercati finanziari, contagiando i mercati delle materie prime, dei futures e persino l'azionario. Diversi funzionari governativi temettero che, nel caso in cui gli Hunt fossero venuti meno alle loro obbligazioni, alcuni istituti finanziari di Wall Street avrebbero potuto diventare insolventi. Per porre fine alla fase di panico e salvare la situazione, un consorzio di banche fornì una linea di credito di 1.1 miliardi di dollari ai fratelli, in modo che essi potessero far fronte alla richiesta di marginatura, assolvendo i propri obblighi finanziari.

## Reazione del mercato azionario
Quel giorno segnò la fine di una lunga correzione del mercato azionario, gettando le basi per un buon proseguimento dell'anno.

## Eventi successivi
I fratelli Hunt persero in quei giorni più di un miliardo di dollari, ma nonostante ciò il patrimonio famigliare riuscì a salvarli dalla bancarotta, benché dovettero mettere a pegno la maggior parte dei loro averi, inclusa la partecipazione nella Placid Oil, come collaterale a garanzia del prestito ricevuto. Negli anni successivi il valore del loro patrimonio (incluse le quote in petrolio, zucchero e immobili) declinò costantemente durante gli anni ottanta, passando dai 5 miliardi del 1980 a meno di 1 miliardo nel 1988.
Nel 1988 i fratelli vennero ritenuti civilmente responsabili per il loro tentativo di monopolizzare il mercato dell'argento, venendo condannati a pagare 134 milioni di dollari come risarcimento a una società mineraria peruviana, danneggiata gravemente dalle loro azioni. Ciò portò i fratelli a dichiarare bancarotta, in uno dei casi più gravi della storia del Texas.